# جياني أميليو
جياني أميليو (بالإيطالية: Gianni Amelio) (و. 1945  م) هو مخرج أفلام، وكاتب سيناريو إيطالي.

## التعليم
تعلم في جامعة مسينا.

## جوائز
حصل على جوائز منها:
- جائزة الفيلم الأوروبي لأفضل فيلم [الإنجليزية]‏ (1990).

## وصلات خارجية
- جياني أميليو على موقع IMDb (الإنجليزية)
- جياني أميليو على موقع مونزينجر (الألمانية)
- جياني أميليو على موقع ألو سيني (الفرنسية)
- جياني أميليو على موقع أول موفي (الإنجليزية)
- جياني أميليو على موقع قاعدة بيانات الأفلام السويدية (السويدية)
- جياني أميليو على موقع قاعدة بيانات الفيلم (الإنجليزية)
- جياني أميليو على موقع كينوبويسك (الروسية)